# Cimetière de Sarrià
Le cimetière de Sarrià est le cimetière de l'ancien village de Sarrià, désormais rattaché à la ville de Barcelone. Le lieu est situé dans le quartier barcelonais de les Tres Torres, dans le district de Sarrià-Sant Gervasi.

## Sépultures de personnalités

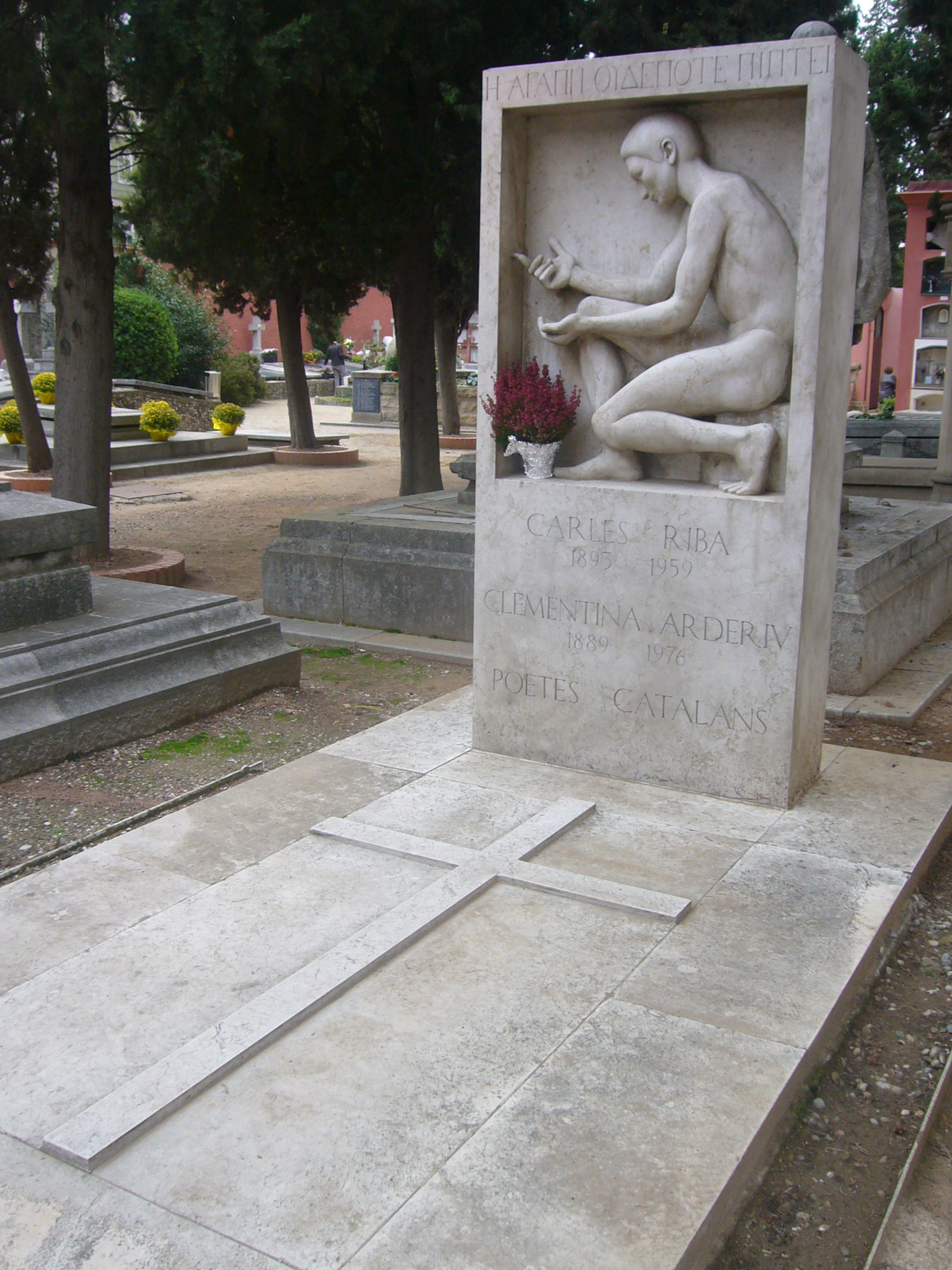
Vue de la sépulture du couple littéraire Clementina Arderiu et Carles Riba (œuvre du sculpteur Joan Rebull).

- Miquel d'Esplugues (1870-1934), érudit religieux;
- Jaume Mercadé i Queralt, peintre;
- Emília Coranty Llurià (1862-1944), peintre, et son époux Francesc Guasch (1861-1923), également peintre;
- Carles Riba (1893-1959), poète et écrivain;
- Clementina Arderiu (1889-1976), poétesse (la sépulture est ornée d'un bas relief du sculpteur Joan Rebull[3]);
- Nicolau Maria Rubió i Tudurí (1891-1981), urbaniste paysagiste de Barcelone.